# 天龍三郎 (浪曲師)
天龍 三郎（てんりゅう さぶろう、1915年5月11日 - 2014年3月26日）は、日本の浪曲師。大阪府大阪市出身。本名は阪口 春千代（さかぐち はるちよ）。浪曲親友協会会員、同団体理事。

## 経歴
生まれは大阪市玉造の生まれだが8人とも9人ともいわれる兄弟がいて、母はたくさん子供を出産したことやその後出生届なども戦争で焼失したため生地は判っていない。父が初代広沢菊春で、母も浪曲の曲師広沢小富、兄に2代目菊春という芸能一家に育つ。
両親が吉本興業の吉本せいと親交があり、その縁で小学校を途中で辞めいろいろな所に奉公に出るも長続きせず、仕方なく寄席の手伝いをするようになる。将来浪曲師になるつもりはなく、映画の技師かジャズのドラマーを目指していたが、1929年に父が一座を組んで巡業をしている最中、2代目吉田奈良丸から弟子入りの誘いもあったが梅中軒鶯童に入門した。しかし、元来浪曲師になるつもりもなかったので稽古はほとんどしなかった。その時の芸名は梅中軒鳳童、同年「桂川力道」で初舞台。病気を患った際に注射の失敗で一時左手の自由が利かなくなり、仕方なくジャズのドラマーを断念。その後本格的に修行をするはずが長い兵役生活をすごした。
1940年7月にレコードを販売の際に「鶯童」と「鳳童」で紛らわしいので一般公募で「天童三郎」が決まっていたが折角なら相撲の天竜三郎は日本で活動していなかったので天竜三郎（現在は天龍三郎）と改名した。戦時中も慰問団を結成したりして活動。1948年に中座で帰還披露大会を15日間にわたって開催し話題になる。
戦後は長らく曲師の藤信初子と共に刑務所や老人ホームの慰問、千日劇場の出演などをした。テレビやラジオなどでも活躍し、多くのレコードやカセットテープに音源を残している。ベテランになってからも積極的に一心寺の出演や後進の指導に力を入れていた。
関西テレビが開局まもない頃「てんぐ浪曲のど自慢」という素人参加番組に約5年程審査員を務めた。
得意ネタは師匠譲りの「吃又」「紀文」等。かつては熱烈な大阪近鉄バファローズのファンで知られた。
2014年3月26日午前6時46分、解離性大動脈瘤のため大阪府枚方市の病院で死去。98歳没。

## 受賞
- 1948年 - NHK第1回新人コンクール一位